# Селетинское
Селети́нское (каз. Сілеті) — село в Ерейментауском районе Акмолинской области Казахстана, образует административно-территориальное образование «Село Селетинское» со статусом сельского округа (соответствующий 3-му уровню административно-территориальной единицы).
- Код КАТО — 114657100[1].
- Код КАТО АТЕ — 114657000[2].

## География
Село расположено возле Селетинского водохранилища, в западной части района, на расстоянии примерно 65 километров (по прямой) к северо-западу от административного центра района — города Ерейментау.
Абсолютная высота — 214 метров над уровнем моря.
Климат холодно-умеренный, с хорошей влажностью. Среднегодовая температура воздуха положительная и составляет около +4,0°С. Среднемесячная температура воздуха в июле достигает +20,5°С. Среднемесячная температура января составляет около -15,1°С. Среднегодовое количество осадков составляет около 380 мм. Основная часть осадков выпадает в период с июня по август
Ближайшие населённые пункты: село Байконыс — на западе.

## История
С 1974 по 1997 годы село Селетинское являлось административным центром Селетинского района Целиноградской (позднее Акмолинской) области.
В 1989 году село являлось административным центром Селетинского сельсовета (сёла Селетинское, Кийкпай, Таскура) в составе Селетинского района.
В периоде 1991—1998 годов:
- Селетинский сельсовет был преобразован в Селетинский сельский округ в соответствии с реформами административно-территориального устройства Республики Казахстан;
- после упразднения Селетинского района, село вместе с сельским округом и районом было включено в состав Ерейментауского района Акмолинской области.

Решением Акмолинского областного маслихата, акима Акмолинской области от 12 апреля 2001 г. N С-7-11 — сёла Кийкпай, Таскура были переведены в категорию иных поселений и исключены из учётных данных в связи с выездом жителей.
В связи с этим, согласно закону Республики Казахстан касаемо административно-территориального устройства, Селетинский сельский округ был преобразован (упразднён) и переведён в категорию села Селетинское с образованием отдельного административно-территориального образования (сельского акимата) «Село Селетинское» на базе Селетинского сельского округа соответственно.

## Население
В 1989 году население села составляло 3864 человек (из них казахи — 37 %, русские — 33 %).
В 1999 году население села составляло 2081 человек (1100 мужчин и 981 женщина). По данным переписи 2009 года в селе проживало 998 человек (491 мужчина и 507 женщин).
| Численность населения | Численность населения | Численность населения |
| 1989                  | 1999                  | 2009                  |
| --------------------- | --------------------- | --------------------- |
| 3864                  | ↘2081                 | ↘998                  |

## Улицы[8]
- квартал 25
- ул. Александра Пушкина
- ул. Бейбитшилик
- ул. Богенбая
- ул. Достык
- ул. Женис
- ул. им. Абая Кунанбаева
- ул. им. Алии Молдагуловой
- ул. им. Аль-Фараби
- ул. им. Ахмета Байтурсынова
- ул. им. Кабанбай батыра
- ул. им. Каныш Сатпаева
- ул. им. Сакена Сейфуллина
- ул. им. Ыбырая Алтынсарина
- ул. Кожа Ахмета Яссауи
- ул. Малика Габдуллина
- ул. Тараса Шевченко
- ул. Юрия Гагарина